# Півострів Арцтовського
Півострів Арцтовського — півострів довжиною 24 кілометри у напрямку з півночі на південь, розташований між затокою Андворд і затокою Вільгельміна на західному узбережжі Землі Ґреяма. Його відкрила Бельгійська антарктична експедиція 1897-99 років під керівництвом Адрієна де Жерлаша. Назву на честь Генрика Арцтовського з цієї експедиції запропонував Консультативний комітет з антарктичних назв для цього раніше безіменного об'єкту.
Його північний край — мис Анна, видатний чорний мис висотою 280 м. Він знаходиться безпосередньо на захід від бухти Анна, розташованої за 1,6 км на захід від острова Луїза та входу в бухту Гугерсгоф, і за 3,7 км на північний схід від гори Фуркад. Вона була названа на честь пані Ернест (Анни) Остерріт, яка надавала фінансову допомогу експедиції Жерлаша.